# 陈德来
陈德来（1941年5月—），男，天津人，中华人民共和国政治人物、外交官。

## 生平
1965年，毕业于北京外国语学院，进入中华人民共和国外交部工作，先后在驻罗马尼亚大使馆、外交部苏联东欧司、国家旅游局、北京外交人员服务局、外交部国外工作部任职。1991年，任驻罗马尼亚大使馆参赞。1995年7月，出任中华人民共和国驻保加利亚大使。1999年10月，出任中华人民共和国驻罗马尼亚大使。2003年12月，自驻罗马尼亚大使离任。

## 家庭
已婚，有一女。

## 荣誉

### 外国勋章奖章
- “罗马尼亚之星”勋章（罗马尼亚，2002年12月12日于布加勒斯特总统府颁发[4]）